# Iolanda Batallé i Prats
Iolanda Batallé i Prats   (Barcelona, 31 de desembre de 1971) és una editora, escriptora i professora catalana, directora de l'Institut Ramon Llull entre setembre de 2018 i juny de 2021, i directora de la Llibreria Ona des de gener de 2022.

## Biografia
Llicenciada en Filologia Anglesa i en Ciències de la Informació, formada també en direcció d'empreses, ha desenvolupat la seva activitat professional a diversos països d'Europa, Amèrica i Àfrica. Resident a la seva ciutat natal, ha col·laborat amb diferents mitjans de comunicació i publicacions periòdiques com Avui, Diari de Girona o RAC1 i ha dirigit la veterana Editorial La Galera, orientada al llibre infantil i juvenil. El 2015 va llançar les editorials Rata i Catedral, focalitzades al públic adult.
Batallé és professora d'escriptura a l'Ateneu Barcelonès, de cursos de postgrau a la Universitat Pompeu Fabra i, del 2018 al 2021, va ser la directora de l'Institut Ramon Llull, després que fou nomenada per al càrrec en substitució de l'anterior director, Manel Forcano.
Va guanyar el Premi Prudenci Bertrana de novel·la el 2013 amb Faré tot el que tu vulguis.
Des del gener del 2022 és la directora de la llibreria Ona, propietat de Tatxo Benet.

## Obra
- La memòria de les formigues (Amsterdam Llibres, 2009)[1]
- El límit exacte dels nostres cossos (Amsterdam Llibres, 2011)[1]
- Faré tot el que tu vulguis (La Butxaca, 2013)[1]
- Atreveix-te a fer les coses a la teva manera (Destino, 2021)[10]
- Massa deutes amb les flors (Columna, 2023)